# 芒蒂耶尔
芒蒂耶尔（法語：Mentières，法語發音：[mɑ̃tjɛʁ]）是法国康塔尔省的一个市镇，属于圣弗卢尔区。

## 地理
芒蒂耶尔（45°4'11"N, 3°8'18"E）面积13.17 平方千米，位于法国奥弗涅-罗讷-阿尔卑斯大区康塔爾省，该省份为法国中南部省份，位于法國中央高原中心，北起科雷兹省、上盧瓦爾省和多姆山省，西接洛特省和科雷兹省，南至阿韦龙省和洛特省，东临上盧瓦爾省和洛泽尔省。
与芒蒂耶尔接壤的市镇（或旧市镇、城区）包括：科朗、圣乔治、蒂维耶、维耶伊莱斯佩斯。

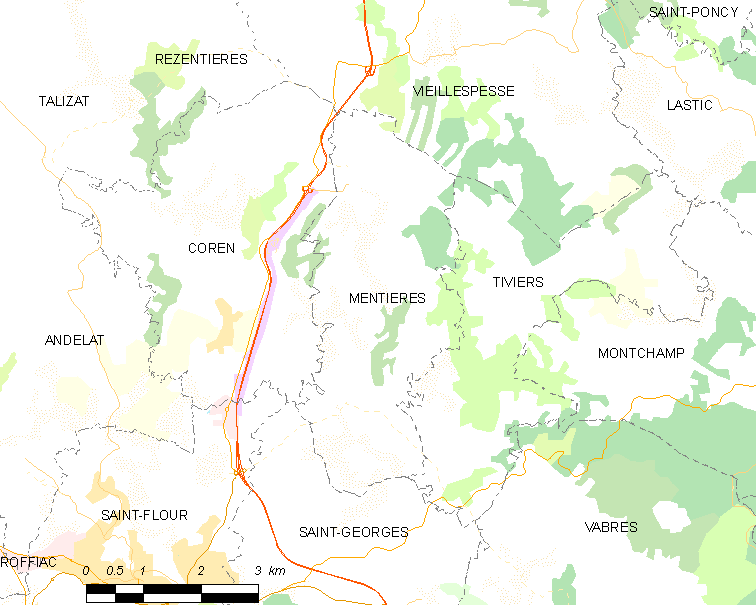
芒蒂耶尔的OSM定位图

芒蒂耶尔的时区为UTC+01:00、UTC+02:00（夏令时）。

## 行政
芒蒂耶尔的邮政编码为15100，INSEE市镇编码为15125。

## 政治
芒蒂耶尔所属的省级选区为圣弗卢尔第一县。

## 人口

1962-2008年间芒蒂耶尔人口变化图示

芒蒂耶尔于2022年1月1日时的人口数量为124人。